# 小行星207655
小行星207655（207655 Kerboguan），臨時編號2007 OE8，是一顆位於小行星帶的小行星。由鹿林天文台於2007年7月25日發現。
該小行星是首顆以台灣的博物館命名的小行星，以台灣台中市的國立自然科學博物館命名。科博館包含科學中心與自然歷史博物館，是台灣第一家也是台灣最大的科學博物館。自1986年開放以來，科博館每年接待超過300萬名遊客，已成為科學教育的重要基地。